# Het
|  | Per a altres significats, vegeu «Het (desambiguació)». |

La ḥet o ẖet (anomenada també khet, kheth, chet, cheth, het, o heth) és la vuitena lletra de molts abjads (alfabets) semítics, incloent ḥet 𐤇 en fenici, ḥēṯ ܚ en siríac, het ח en hebreu, ḥā ح en àrab i ḥäwṭ ሐ en amhàric.
La het està present en Unicode com a U+05D7 ח hebrew letter het.

Originàriament la het representava el so /ħ/, o /x/ (ambdós fonemes protosemítics es fusionaren al cananeu en un sol fonema). En àrab, les dues lletres corresponents per a aquests sons són: la ḥā ح que representa el so /ħ/, i la ẖā خ que representa el so /x/. 

## Origen
En protosemític nord-occidental hi havia el so /ḫ/ i el so /ḥ/. En protosinaític apareixen com a derivats dels jeroglífics ḫayt («bri») i ḥasir («pati»). En fenici ḫayt i ḥasir es convergiren en ḥet («mur»).
La lletra fenícia ḥet 𐤇 va donar lloc a l'eta (Η) grega, la H llatina i les И i Й ciríl·liques.
| Jeroglífic egipci pati ḥasir (a l'esquerra) bri ḫayt (a la dreta) | protosinaític | fenici |
| ----------------------------------------------------------------- | ------------- | ------ |
| 𓉗 𓎛                                                               | 𓎛             | 𐤇      |

## Alfabet àrab
En alfabet àrab aquesta lletra es diu حاء ['ħaːʔ]. És la sisena lletra de l'alfabet àrab (vuitena i amb un valor de 8 en l'ordre abjadí). És una lletra lunar. Prové, per via dels alfabets nabateu i arameu, de la lletra fenícia ḥet.
| fenici | arameu | siríac | nabateu | àrab |
| ------ | ------ | ------ | ------- | ---- |
| 𐤇      | 𐡇      | ܚ      |         | ح    |

Representa el so consonàntic /ħ/.
| Aïllada | Final | Medial | Inicial |
| ح       | ـح    | ـحـ    | حـ      |

La ḥā es lliga a la següent lletra de la paraula. També amb la precedent, sempre que aquesta no sigui àlif, dāl, ḏāl, rā, zāy o wāw, que mai no es lliguen a la lletra posterior.

### Representació, transcripció i transliteració
Viquipèdia proposa de transcriure i transliterar la ḥā amb les lletres "h" i "ḥ".
Alfabet de xat àrab proposa de transcriure la ḥā amb el nombre 7.
SATTS proposa de transcriure la ḥā amb les lletres "ħ" i "ḥ"
A la representació Unicode ḥā ocupa el punt U+062D amb el nom ARABIC LETTER HAH.
A la codificació ISO 8859-6, el punt cd.
Com a entitat HTML, es codifica com a ح

### Variants
Tot i que la jīm és molt similar, es considera que aquesta té un origen independent.
De la ḥā es va fer derivar la forma i el nom la ẖā, una de les sis lletres afegides a l'alfabet àrab bàsic a part de les vint-i-dues heretades de l'alfabet fenici.
En la varietat paixtu de l'alfabet àrab s'usa una lletra com la ḥā amb un diacrític semblant a una hamza a sobre, ځ per a representar /dz/; i amb tres punts, څ, per a /ts/.

## Alfabet hebreu
En hebreu s'escriu com a ח, nom complet en hebreu és חֵית i transcrit com a Het.
| Variants | Variants   | Variants |
| Quadrada | Manuscrita | Raixí    |
| -------- | ---------- | -------- |
| ח        | Zain       | Zain     |

La lletra ח o het és la vuitena lletra de l'alfabet hebreu. També pren el valor numèric de vuit. Prové, per via de l'alfabet arameu de la lletra fenícia ḥet.

### Pronunciació
En hebreu modern la het representa la consonant fricativa uvular sorda [χ].

### Simbolisme
Símbolitza transcendència, gràcia divina i vida. Capacitat de transcendir les limitacions de l'existència física, pla superior al de la natura. Tenir gràcia als ulls de Déu, donar gràcies, agraïment per la provisió que ens dona Déu. Vida, vida després de la vida a la terra per al just. Het està composta per dues zain. Basat en l'autoritat dels savis, algunes lletres que es pronuncien semblants poden ser intercanviades sota certes condicions, aquest és el cas entre het i he qual pertanyen totes dues al grup de les guturals.
Het és el símbol de tota vida (Hayim). La seva forma és la "finestra" (hai) però tancada; la vida és tancada, voltada. Het simbolitza també pecat, falta o delicte.

## Alfabet siríac
| Madnḫaya | Serṭo | Esṭrangela | Unicode |
| -------- | ----- | ---------- | ------- |
|          |       |            | ܚ       |
| Het      | Het   | Het        | Ḥēṯ     |

En alfabet siríac, la vuitena lletra és ܚ (en siríac clàssic: ܚܝܬ - ḥēṯ). El valor numèric de la ḥēṯ és 8. Prové, per via de l'alfabet arameu de la lletra fenícia ḥet.

### Fonètica
Representa el so /ḥ/.

## Alfabet amhàric
En alfabet amhàric aquesta lletra es diu ሐውት (ḥäwṭ). És la tercera lletra de l'alfabet amhàric. En el diccionari de l'amhàric les lletres hoy, ḥäwṭ i ḫarm estan dins d'una mateixa secció. Prové, per via de l'alfabet sud-aràbic del jeroglífic egipci N24.
| N24 | Ḥah | Ḥäwṭ |
| --- | --- | ---- |
| 𓈈   | 𐩢   | ሐ    |

Representa el so /ḥ/.

### Ús
L'alfabet amhàric és una abugida on cada símbol correspon a una combinació vocal + consonant, és a dir, hi ha un símbol bàsic al qual s'afegeixen símbols per marcar la vocal. Les modificacions de la lletra ሐ (ḥäwṭ) són les següents:
| ḥä [ḥə] | ḥu | ḥi | ḥa | ḥe | ḥə [ḥɨ], ∅ | ḥo | ḥʷa |
| ------- | -- | -- | -- | -- | ---------- | -- | --- |
| ሐ       | ሑ  | ሒ  | ሓ  | ሔ  | ሕ          | ሖ  | ሗ   |

## Jeroglífic egipci
Quan aquest jeroglífic és un fonograma es pronuncia com a [ḥ]. En canvi quan és un ideograma, representa metxa retorçada (Gardiner V28).

## En altres alfabets
| Arameu     | Siríac  | Samarità | Ugarític | Fenici |
| ---------- | ------- | -------- | -------- | ------ |
| 𐡇          | ܚ       | ࠇ        | 𐎈        | 𐤇      |
| Sud-aràbic | Amhàric | Àrab     | Hebreu   |        |
| 𐩢          | ሐ       | ح        | ח        |        |